# Ляліус
Ля́ліус (Trichogaster lalius) — вид невеличких лабіринтових риб з родини Осфронемових.
Вперше описаний Френсісом Гамільтоном y 1822-му році. Тривалий час був відомий під назвою Colisa lalia, але 2009 року, у відповідності до правил Міжнародного кодексу зоологічної номенклатури, родова назва була змінена на Trichogaster, а видова — на lalius.
Одна з популярних акваріумних риб. Невибаглива до умов утримання. Була вперше завезена до Європи в 1874 році. Великими партіями цих риб німецькі фірми почали завозити з 1903 року. Практично всі ляліуси, які тепер є у продажу, вирощені в неволі.

## Поширення
Вид широко розповсюджений у прісних водоймах північної Індії, а також на території Пакистану та Бангладеш. Зустрічається у водоймах з повільною течією та густою рослинністю: в ставках, болотах, канавах, на рисових полях та в зрошувальних каналах.

## Опис риби

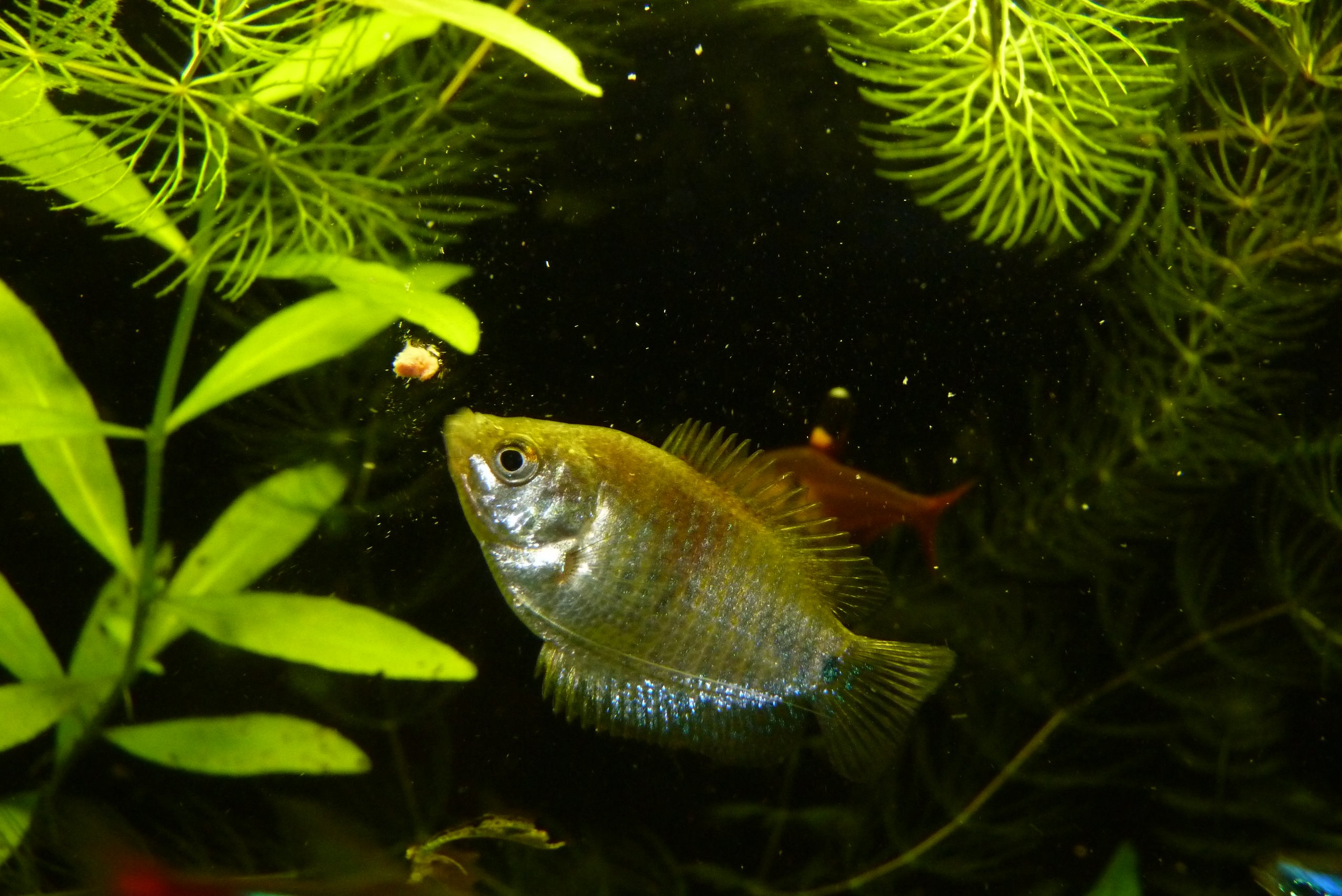
Ляліус (самка)

Тіло ляліуса овальної форми, високе, коротке і сильно сплющене з боків. Спинний та анальний плавці невисокі, але мають довгу основу, починаються відразу за зябровими кришками і тягнуться майже до хвостового плавця. Черевні плавці трансформовані в довгі й тонкі вусики, вони знаходяться попереду відносно грудних плавців. У спинному плавці 15-17 твердих і 7-10 м'яких променів, в анальному 17-18 твердих і 13-17 м'яких, у грудних по 10 м'яких, в черевних по 1 м'якому, в хвостовому — 14 м'яких променів. У бічній лінії 27-28 лусок.
Максимально рибки в природі досягають завдовжки 8,8 см, однак в акваріумі вона рідко коли перевищує 6 см, самці трохи більші за самок.
Забарвлення ляліусів просте, але надзвичайно ефектне. Проте це стосується лише самців, самки в цих риб не дуже виразні. Все тіло самця покрите косими поперечними смугами яскраво-червоного і синьо-зеленого кольорів, які чергуються між собою. Смуги складаються з яскравих крапок відповідного кольору й майже світяться при боковому освітленні. Забарвлення спинного, анального й хвостового плавців становить одне ціле із забарвленням тіла й складається з червоних і синьо-зелених крапок. Спинний, анальний і черевні плавці мають червону облямівку. Область поблизу горла кольору індиго.
Самка забарвлена набагато простіше. Тіло в неї слабкого золотаво-коричнюватого забарвлення з ледве помітними синьо-зеленими смужками, набагато бліднішими, ніж у самців. Плавці прозорі, переважно безбарвні.
Крім того, що самці у ляліусів більші за розміром і яскравіше забарвлені, кінці спинного й анального плавців у них трішки подовжені й загострені, у розправленому стані ці плавці з'єднуються з хвостовим і утворюють дуже гарну облямівку навколо тіла. Самки дещо товщі за самців, а кінці спинного й анального плавців у них округлі.
Як й інші лабіринтові риби, ляліуси мають допоміжний орган дихання, відомий як лабіринтовий апарат. Цей орган дозволяє рибам дихати атмосферним повітрям і мешкати у водоймах з низьким рівнем вмісту кисню.
Тривалість життя ляліусів в акваріумі — 2-3 роки.
Виведено декілька варіантів забарвлення ляліусів. Вони відомі під різними торговими назвами: червоний ляліус, блакитний ляліус, кобальтовий ляліус, кораловий ляліус, неоновий ляліус, Flame Dwarf Gourami, Sunset Dwarf Gourami, Powder Blue Dwarf Gourami, Cobalt Blue Dwarf Gourami, Coral Blue Dwarf Gourami, Neon Blue Dwarf Gourami та ін. Майже всі ці породи були виведені в спеціалізованих господарствах у Сінгапурі.

## Утримування в акваріумах
Ляліус — мирна та спокійна рибка, її можна тримати як у видовому, так і в спільному акваріумі разом з іншими мирними рибами. При парному утриманні ці рибки часто бувають лякливими. У нерестовий період та при догляді гнізда самці стають дуже агресивними і нападають на всіх риб, які наближаються до їхніх володінь.
Для пари ляліусів достатньо 20-літрового акваріума, однак для більшого комфорту рибок об'єм помешкання слід збільшити до 50 л. Темний ґрунт і яскраве освітлення підкреслюють забарвлення риб. Акваріум слід густо засадити рослинами, серед яких мають бути й такі, що плавають на поверхні. Акваріум рекомендується накривати кришкою, щоб ляліуси, які дихають атмосферним повітрям, не застудилися, коли температура в кімнаті прохолодна. Також, враховуючи спосіб дихання ляліусів, на поверхні води обов'язково повинні бути вільні від рослин ділянки.

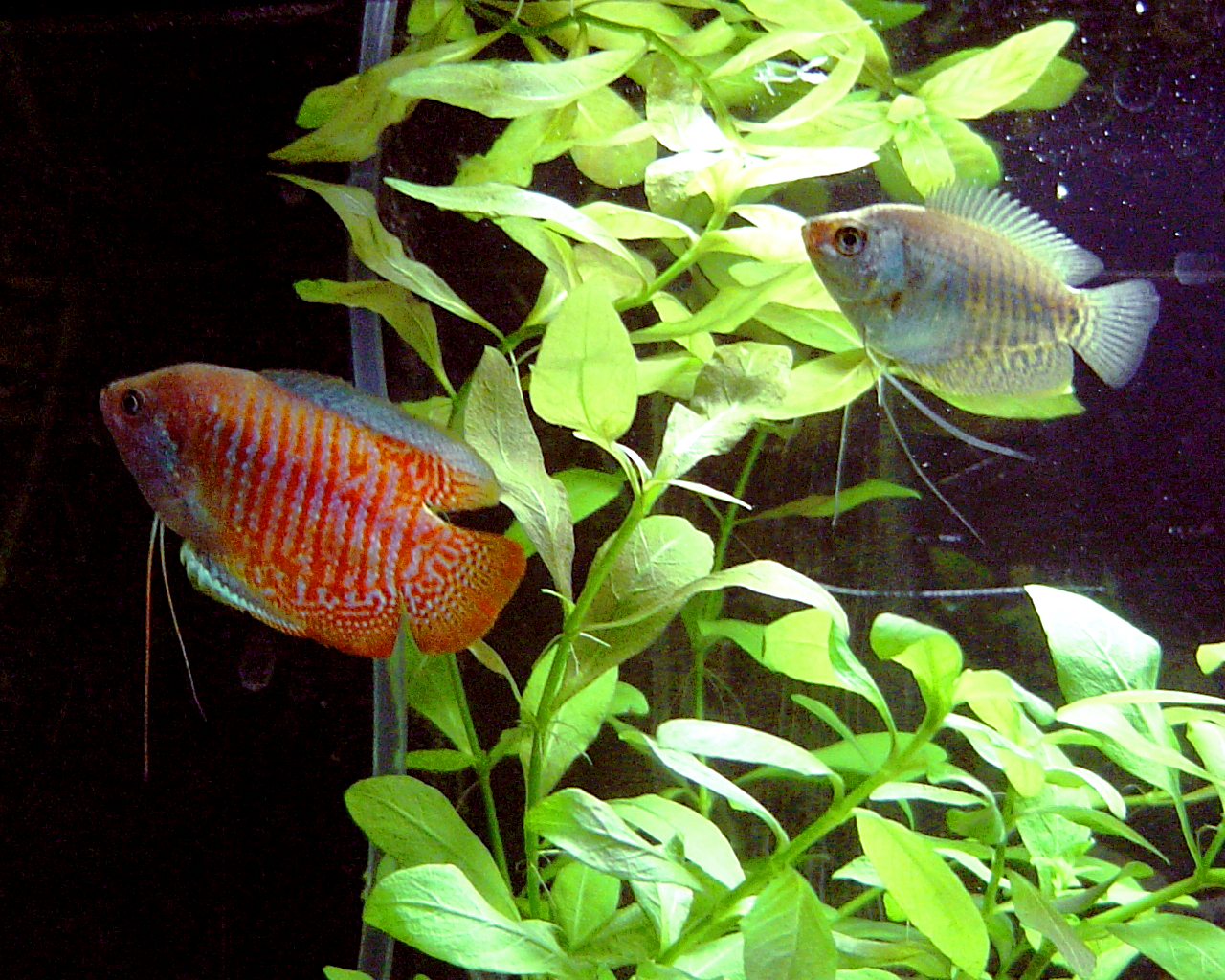
Пара ляліусів у акваріумі

Ляліуси полюбляють теплу, чисту й прозору воду.
Параметри води:
- Температура — 22—27 °C,
- Твердість — від 2 до 18 °dH, принципового значення не має, однак краще, щоб вода була м'якою.
- Кислотність — pH 6,0-7,5. У природі рибки надають перевагу кислій воді.

Рибка всеїдна, підходить будь-який живий, рослинний чи комбінований корм, а також сухі корми. Віддає перевагу живому корму. Ляліуси можуть плюватись водою, збиваючи комах, що пролітають над поверхнею.

## Розмноження
Статева зрілість настає у віці 4-5-ти місяців. Розводити ляліусів найкраще навесні, у квітні — травні, коли немає проблем з добуванням живого пилу. Як нерестовище підійде акваріум об'ємом 15—20 літрів. Рівень води в ньому має становити близько 10-12 см. Вода повинна бути м'якою, приблизно 4-6 °dH. Для пом'якшення воду кип'ятять приблизно десять хвилин, у більшості випадків цього буває достатньо. Кип'ячену воду відстоюють 3 доби. Температура води у нерестовищі — 23-28 °C. У кутах акваріума обов'язково повинні бути зарості рослин, що досягають поверхні води, щоб самка мала можливість ховатися там від агресивного в період нересту самця. До нерестовища треба кинути трохи плавучих рослин, які самець використовуватиме у будівництві гнізда. Дно має бути чистим, без ґрунту.
Самця і самку розсаджують за тиждень до нересту і в цей період посилено годують. У підготовлене нерестовище першою запускають самку і дають їй там пару днів освоїтись. Потрапивши в правильно облаштований акваріум, самець відразу приймається за будівництво гнізда. Періодично він ганяється за самкою, яка ховається від нього в заростях рослин. Як і інші представники лабіринтових, самці ляліусів будують на поверхні води гнізда з піни. Гніздо в цього виду не дуже велике (5-10 см у перетині), але є зразком досконалості. Воно заввишки 3-4 см і включає багато рослинного матеріалу, перевагу ляліуси віддають річчії та нитчастим водоростям. Цікаво спостерігати, коли маленький ляліус цупить через увесь акваріум рослину, що набагато перевищує його самого за розмірами. Забарвлення самця в нерестовий період надзвичайно яскраве й красиве.
Самка весь час ховається в кущах, але коли ікра у неї достатньо визріє, перемагаючи страх, вона швидко й рішуче підпливає до самця й спонукає його до нересту. Самець лягає на бік, обіймає самку своїм тілом і перевертає партнерку черевом догори. У тісних обіймах риби завмирають секунд на десять і відкладають порцію ікри (30-60 штук). Після чергового акту ікрометання самка стрімко тікає назад у схованку. Ікра містить велику кількість жиру і піднімається до поверхні, де самець збирає її ротом і випльовує у гніздо. Через деякий час процес повторюється. Загалом нерест триває від 1,5 до 6 годин, від великих самок отримують до 800 ікринок. Після закінчення нересту самець стає дуже агресивним по відношенню до самки і може її навіть убити. Тому тільки-но нерест буде завершений, самку негайно слід відсадити.
Батько ж зостається доглядати за потомством. Інкубаційний період триває приблизно 24 години. Личинки, що вилупилися з ікри, продовжують залишатися в гнізді ще 2-3 днів. У цей час самець охороняє їх. Якщо личинки випадають з гнізда, він збирає їх ротом і повертає назад. Після того, як личинки перетворилися на мальків, вони розпливаються по акваріуму. Водночас розповзається й гніздо, та воно й не потрібно більше малькам. Не потрібен їм більше й батько, і його забирають із нерестовища.
Загалом нерест ляліусів складностей не викликає. Набагато складніше буває виростити потомство. Мальки дрібні, приблизно 3 мм завдовжки, рухаються повільно. Перші два дні вони тримаються біля поверхні, тоді розпливаються по всій глибині. Стартовий корм — інфузорії, живий пил (переважно коловертки). Молодь має відмінний апетит і повинна «стояти в кормі». Постійна проблема при її вирощуванні полягає в тому, що мальки не можуть розрахувати свої можливості й кидаються на корм, який не можуть здолати. Вони давляться ним і гинуть. Складний період у житті молоді настає, коли в рибок формується лабіринтовий апарат. У цей час знову спостерігається значний відсів.
Вся молодь забарвлена неяскраво, так, як дорослі самки. Приблизно у віці 1,5-2 місяці у молодих самців з'являються смуги, характерні для дорослих особин.

## Варіації забарвлення акваріумних ляліусів

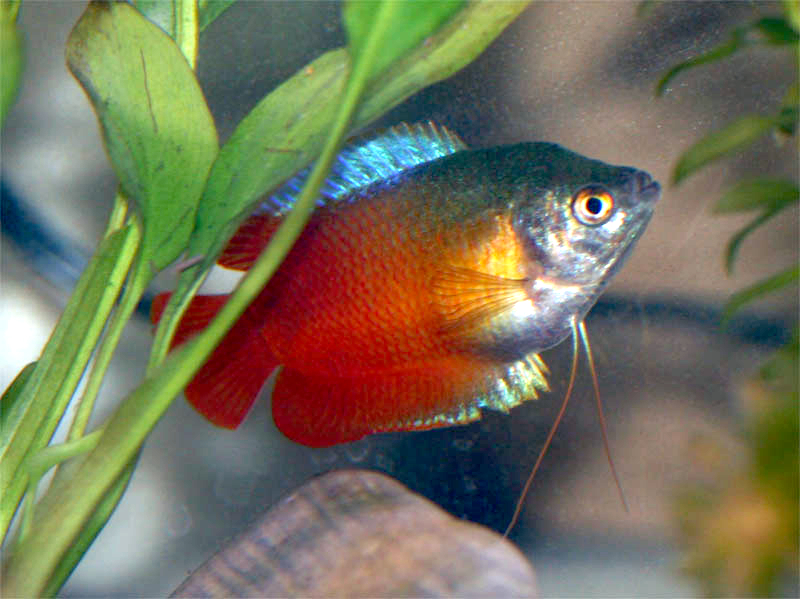
Червоний
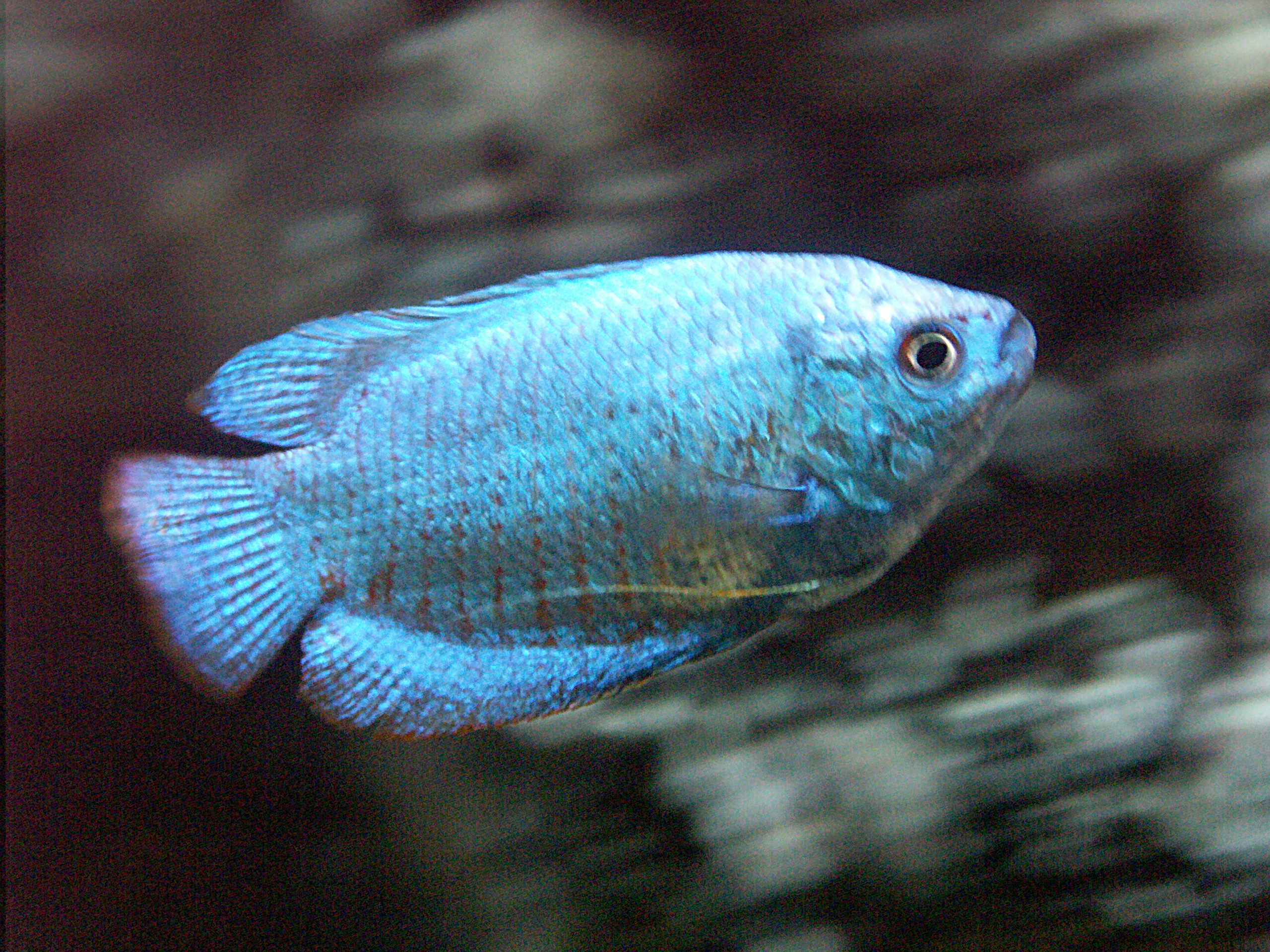
Блакитний
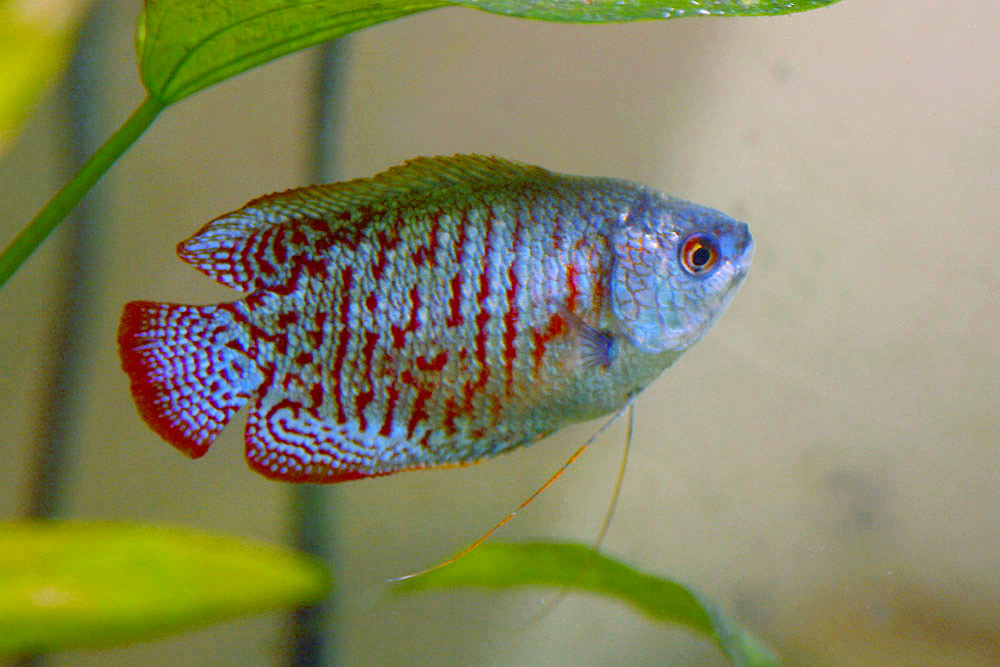
Неоновий

Червону форму ляліуса можна легко переплутати з медовим гурамі, що має подібний вигляд та забарвлення.

## Гібриди ляліуса і медового гурамі
Каспарянц повідомляє, що 1977 року йому тричі вдавалося провести нерест Trichogaster lalia з Trichogaster chuna. Потомство виявилось дуже слабким, виростити вдалося лише одного гібрида. Ним виявилась неплідна самка, що за формою нагадувала медового гурамі, а за забарвленням успадкувала ознаки обох батьків.